# Karl du Jarrys von La Roche

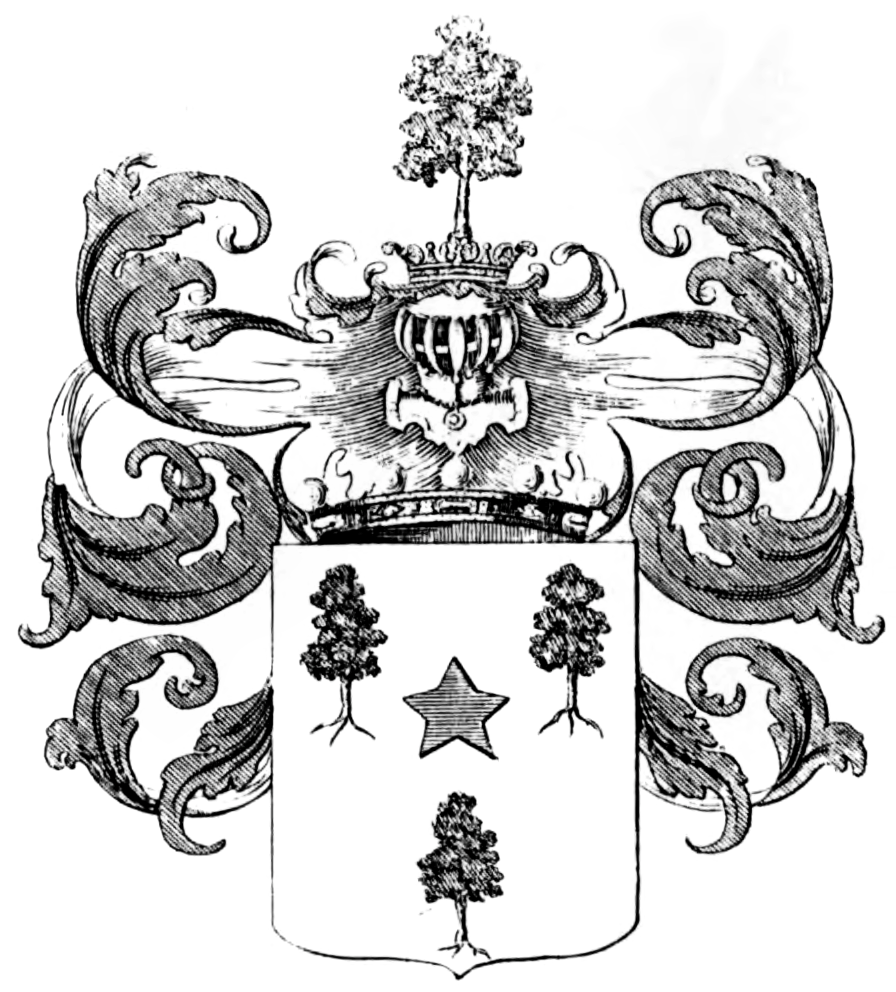
Wappen der Familie Du Jarrys Freiherren von La Roche

Karl du Jarrys Freiherr von La Roche (* 2. März 1811 in Bruchsal; † 13. August 1881 in Karlsruhe) war ein badischer Generalleutnant und Historiker.

## Leben

### Herkunft
La Roche stammt aus der seit dem 14. Jahrhundert bekannten französischen Adelsfamilie Du Jarrys von La Roche, die im Limousin und in Anjou begütert war. Über Lüttich und die Kurpfalz kam die Familie nach Baden und Bayern. Er war der Sohn des Kammerherrn der badischen Erbprinzessin Amalie von Baden, Franz Amour du Jarrys Freiherr von La Roche (* 5. Oktober 1765; † 22. Dezember 1824) und dessen Ehefrau Ernestine Betz (* 18. Januar 1778; † 2. September 1854).

Seine Cousine war Franziska du Jarrys von La Roche (1809–1848), Gattin des bayerischen Staatsministers Alexander von Feilitzsch (1803–1873) und Mutter des bayerischen Innenministers  Maximilian von Feilitzsch (1834–1913).

### Militärkarriere
Aus dem Kadettenkorps kommend, wurde La Roche am 17. Oktober 1828 als Sekondeleutnant dem 1. Infanterie-Regiment der Badischen Armee überwiesen. Mitte Juni 1832 in das Leib-Infanterie-Regiment versetzt, wurde er hier am 2. Juni 1835 Premierleutnant und diente bis 1842 als Regimentsadjutant. 1842 wurde er Hauptmann im 2. Infanterie-Regiment. La Roche publizierte militärische Instruktionsschriften und kriegsgeschichtliche Werke. 1844 kam er wieder zum Leib-Infanterie-Regiment, mit dem er 1848 am Gefecht um Staufen beteiligt war. 1852 wurde er Major, 1855 Oberstleutnant sowie 1860 Oberst und Kommandeur des Leib-Infanterie-Regiments. 1865 rückte er dann zum Generalmajor und Kommandeur der 1. Infanterie-Brigade auf. La Roche nahm 1866 im Krieg gegen Preußen als Brigadekommandant in der badischen Division am Mainfeldzug teil und führte seinen Großverband im unglücklichen Gefecht bei Hundheim. 1868 wurde er zum Generalleutnant befördert und erhielt für seine Verdienste das Kommandeurkreuz I. Klasse des Ordens vom Zähringer Löwen mit Schwertern. Zu Beginn des Deutsch-Französischen Krieges 1870 war er mit der Führung der badischen Division beauftragt und nahm mit ihr an der Belagerung von Straßburg teil. La Roche musste jedoch während der Belagerung aus gesundheitlichen Gründen seinen Abschied nehmen.

### Familie
Er heiratete 1838 Elvira Jägerschmidt (* 13. Januar 1813; † 18. Januar 1858), mit der er folgende Kinder hatte:
- Elvira Caroline Ernestine (* 10. November 1838; † 6. Januar 1860)[4]
- Max Karl August Heinrich (* 15. August 1841; † 28. Juli 1916), preußischer Oberstleutnant ⚭ Freiin Helene von Bodenhausen (* 9. Mai 1854)

In zweiter Ehe heiratete er am 6. September 1859 die Freiin Mathilde von Adelsheim (* 11. Juni 1836). Aus dieser Ehe ging eine Tochter hervor:
- Mathilde Amalie Ernerstine Maximiliane (* 17. August 1866; † 3. September 1943)[7][8] ⚭ Karl von Grolman (* 26. April 1862; † 3. September 1890)

## Werke
- Der deutsche Oberrhein während der Kriege seit dem westphälischen Frieden bis 1801. Stuttgart / Tübingen 1842; books.google.de
- Gedanken über die Anordnung und Ausführung von Feld-Uebungen kleiner Infanterie-Haufen sowie größerer combinirter Truppen-Körper. Bielefeld 1859.
- Geschichte der Kriegskunst seit dem 19. Jahrhundert. 1844; archive.org.
- Der dreißigjährige Krieg vom militärischen Standpunkte aus beleuchtet.
  1. Band. Schaffhausen 1848 books.google.de
  2. Band. Schaffhausen 1851; archive.org.
  3. Band, Schaffhausen 1852; archive.org.
- Geschichte der Taktik. 1840.
- Versuch einer gedrängten Uebersicht des Dienstes in der Infanterie in festen Plätzen beim gewaltsamen Angriff. Von dem Verfasser der Gefechtslehre der drei Waffen.
- Gedanken über die Anordnung und Ausführung von Feld-Uebungen kleiner Infanterie-Haufen sowie größerer combinirter Truppen-Körper. 1859.